# Catherine Fulop

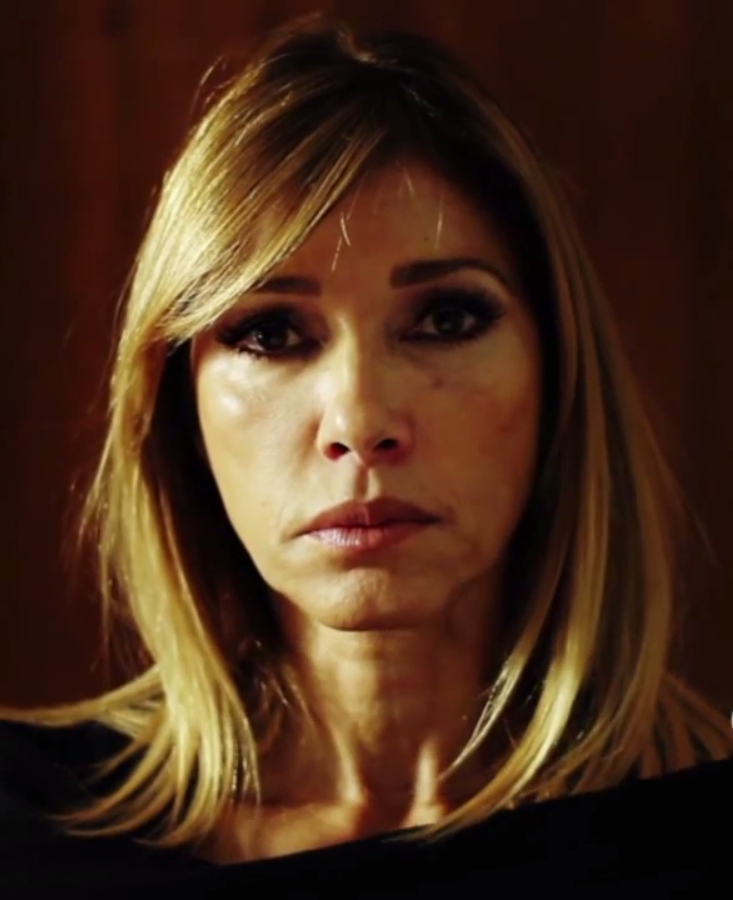
Ảnh chân dung nhân vật

Catherine Amanda Fulop García (sinh ngày 11 tháng 3 năm 1965) là một nữ diễn viên, người mẫu, thí sinh cuộc thi sắc đẹp và người dẫn chương trình truyền hình người Venezuela. Cô tham gia cuộc thi Hoa hậu Venezuela 1986, hoàn thành với tư cách là Á hậu thứ tư. Fulop đã bắt đầu sự nghiệp diễn xuất thành công trên khắp châu Mỹ Latinh, đáng chú ý nhất là trên truyền hình.
Từ năm 2002 đến 2008, cô đã tổ chức chương trình truyền hình của riêng mình Catherine 100% trên FOX Sports. Fulop cũng tham gia Bailando por un sueño, một phiên bản Argentina của Dancing With the Stars năm 2007, và là một trong ba giám khảo của Argentina's Got Talent từ 2008 đến 2011. Trên bình diện quốc tế, cô ấy có lẽ là người được biết đến nhiều nhất với vai diễn Sonia Rey trong loạt phim sắp ra mắt của tuổi dậy thì Rebelde Way, do Cris Morena đạo diễn và sản xuất.
Fulop đã kết hôn với diễn viên Fernando Carrillo, bạn diễn trong các phim Abigail, Passionflower và Pretty Face, 1990-1994. Từ năm 1998, cô kết hôn với Osvaldo Sabatini, anh trai của cựu tay vợt người Argentina, Gabriela Sabatini, và họ có hai cô con gái, Oriana Gabriela và Tiziana Beatriz Sabatini.

## Cuộc sống cá nhân và truyền thông
Fulop được sinh ra với tên Catherine Amanda Fulop García vào ngày 11 tháng 3 năm 1965, tại Caracas, Venezuela. Cô là con thứ năm trong số tám người con của Venezuela, Cleopatra García và Hungary Jorge Fulop, và có sáu chị em gái và một anh trai. Trong một cuộc phỏng vấn cho tạp chí Gente của Argentina năm 2005, Fulop nói rằng cô "đã có rất nhiều bạn trai ex ex đến nỗi cô đã mất hết số đó". Năm 1990, cô kết hôn với nam diễn viên Fernando Carrillo, người mà cô đóng vai chính trong Abigaíl (1988), Passionflower (1990) và Pretty Face (1994). Họ ly dị vào năm 1994, với Fulop buộc tội Carrillo đã không chung thủy.
Fulop kết hôn với Osvaldo Sabatini, anh trai của cựu tay vợt người Argentina, Gabriela Sabatini năm 1998. Cặp vợ chồng có hai cô con gái, Oriana Gabriela (sinh ngày 19 tháng 4 năm 1996) và Tiziana Beatriz (sinh ngày 1 tháng 6 năm 1999). Fulop và Sabatini ly thân một thời gian ngắn vào năm 2001, nhưng cuối cùng đã hòa giải. Gia đình hiện đang cư trú tại Buenos Aires.
Fulop đã được coi là một biểu tượng tình dục ở Argentina. Năm 2006, cô tuyên bố đã từ chối lời đề nghị từ Playboy "vì cha mẹ cô".